# Atka, Magadan oblast
Atka (ryska Атка) är en ort i Magadan oblast i Ryssland. Den ligger 199 kilometer norr om Magadan. Folkmängden uppgår till cirka 400 invånare.